# Rookes Evelyn Crompton
Rookes Evelyn Bell Crompton, född 31 maj 1845 i Sion Hill i Thirsk i Yorkshire i England, död 15 februari 1940 i Yorkshire i England, var en brittisk elektroingenjör och industriman. Cromton deltog med utmärkelse i Krimkriget och boerkriget. Han var två gånger president för The institute of electrical engineers, och grundare av och hederspresident för Internationella elektriska kommissionen, innehavare av Faraday-medaljen med mera. Han uppfann och konstruerade de första av Storbritannien under första världskriget använda stridsvagnarna. 
Crompton var pionjär inom elbelysning och offentliga elförsörjningssystem. Företaget han bildade, Crompton & Co., var en av världens första storskaliga tillverkare av elektrisk utrustning. Han var också en tidig förespråkare för en internationell standard för elektriska system. Han var involverad i både de praktiska och akademiska sidorna av sitt område, som en grundande medlem av International Electrotechnical Commission och två gånger ordförande för Institutionen för elektroingenjörer. Han var medlem i Royal Society och en av grundarna av Royal Automobile Club.

## Biografi
Crompton var ett av fem barn i sin familj och var från tidig ålder intresserad av maskiner och ingenjörskonst. Hans skolgång började i Sharow, nära Ripon i Yorkshire, tillsammans med 19 andra pojkar, mellan 7 och 15 år. År 1856 gick han i skolan i Elstree, och sedan vidare till Harrow (1858-60).
Cromptons utbildning avbröts av utbrottet av Krimkriget 1854 och han var angelägen om att se handling, trots sin unga ålder. I mitten av 1856, efter krigsslutet, reste han till Krim på HMS Dragon och besökte sin bror i vad som hade varit frontlinjen. Efter Krim återvände han till Storbritannien och började studera på Harrow School där han avböjde delar av skolans högklassiska utbildning och bestämde sig för att studera extra matematik. Han byggde sin egen generator för statisk elektricitet och utförde experiment med Leydenflaskor. Under en sommarledighet konstruerade och byggde han en ångvagn kallad Bluebell.

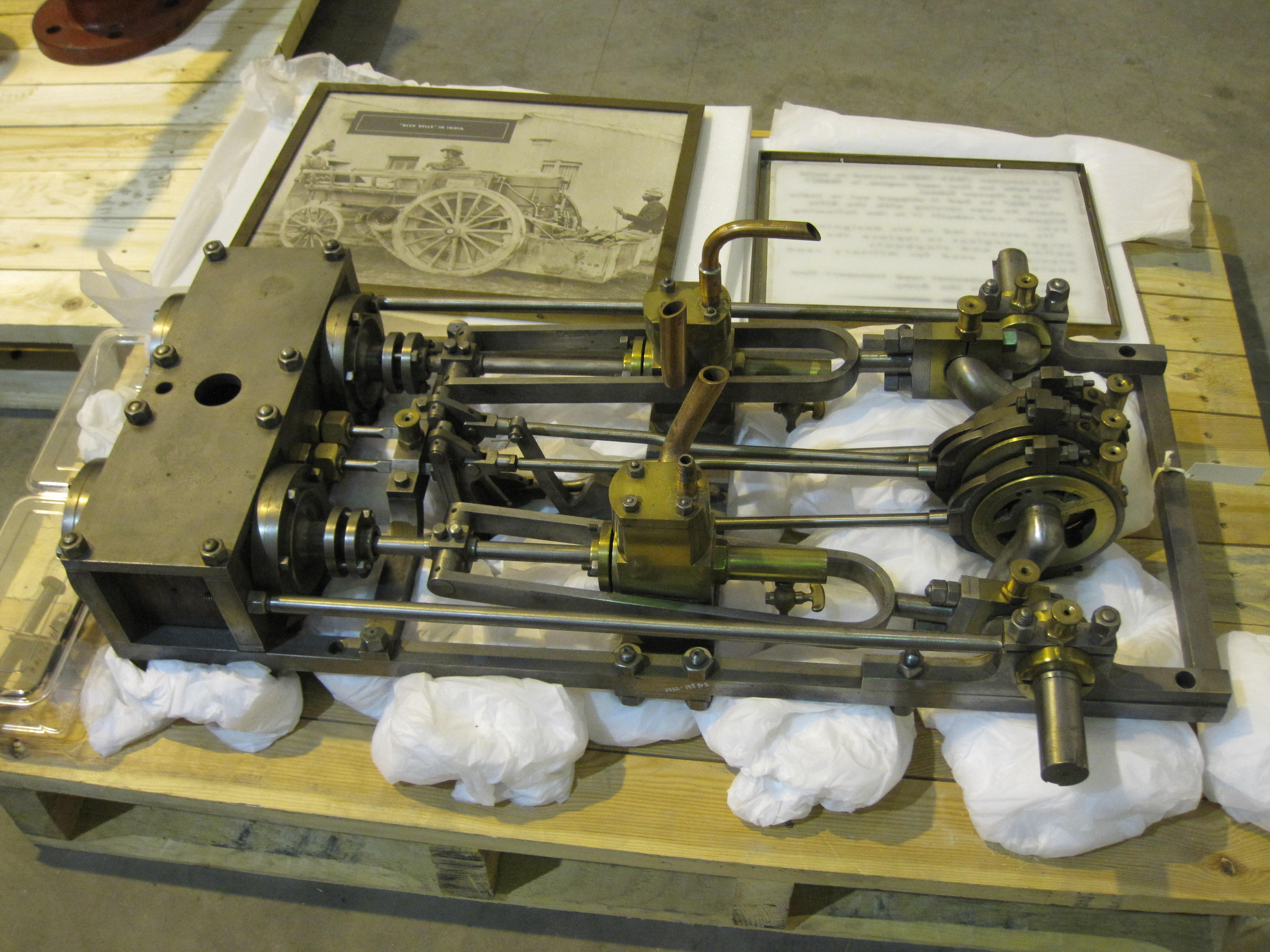
Motorn till Cromptons Bluebell-vägångmaskin eller väglokomotiv, utställd på vetenskapsmuseet Wroughton Wilts.

Efter Harrow fick Crompton anställning vid Great Northern Railways Doncaster Works där han fick teoretisk utbildning och praktisk erfarenhet av ingenjörskonst. Han föredrog dock fortfarande det militära livet och gick 1864 med i den brittiska armén och tjänstgjorde i Rifle Brigade i Indien. Medan han var där bevittnade han arbetet med Royal Engineers utbyggnad av smalspåriga järnvägar och utvecklade ett djupt intresse för ångdragkraft. Han fick Bluebell skeppad till sig från Storbritannien och övertygade sina överordnade att anta dragmotorer och ångvagnar för att transportera last istället för tjurdragna vagnar. Han konstruerade några av de militära ångvagnarna själv.

## Crompton & Co.
Crompton var övertygad om framtiden för elektrisk belysning, och såg samtidigt flera fel i de i Frankrike utvecklade båglamporna som då användes. Han utvecklade sin egen konstruktion som gav ett mycket starkare och stabilare ljus än de befintliga typerna. Hans tro på sin design var sådan att han 1878 bildades Crompton & Co. för att tillverka, sälja och installera Cromptons lampa. Hans rykte spred sig snabbt, till den grad att när Joseph Swan utvecklade sin glödlampa, konsulterade han Crompton om dess konstruktion. Snart tillverkade Crompton Swans glödlampa under licens och företaget dominerade den brittiska belysningsmarknaden.
År 1887 konstruerade och installerade Crompton en av världens första offentliga elförsörjningar baserat på ett centralt kraftverk. Installerade på Kensington Gardens egendom i London, levererade sju ångmotorer kopplade till Cromptongeneratorer kraft från en grotta. Framgången med denna installation ledde till många beställningar av liknande system över hela världen. Crompton levererade utrustning i hela det brittiska imperiet, med kraftverk som byggdes så långt bort som Australien, som fick sin första Cromptonbelysningsanläggning 1887. År 1899 installerade företaget en generatoruppsättning på ett hotell i Calcutta, som producerade Indiens första elförsörjning någonsin. Indien blev en betydande marknad för Crompton & Co., och han utsåg en agent i Calcutta för att leda hans verksamhet på subkontinenten. Liknande dotterbolag grundades senare över hela världen.
Crompton & Co. var en av Storbritanniens största tillverkare av elektrisk utrustning, men framväxten av globala konglomerat på 1920-talet som General Electric, Siemens och Metropolitan-Vickers innebar att Cromptons började tappa mark. År 1929, i ett drag som överraskade branschen kraftigt, gick Crompton & Co. samman med sin rival F & A. Parkinson Ltd. för att bilda Crompton-Parkinson.
Efter att ha genomfört fusionen gick Crompton i pension och lämnade företaget i händerna på Frank Parkinson. Han flyttade från sitt hem i London till ett hus i sina hemtrakter i Yorkshire 1939. Huset hade ingen el, men hans tidigare företag installerade en produktionsanläggning gratis.
Crompton-Parkinson själv blev en del av Hawker Siddeley Group 1968. Den gruppen splittrades i etapper under 1980-talet till flera ickenärstående företag med cromptonnamnet, som alla direkt härstammar från Crompton & Co. genom en ofta komplex serie fusioner, uppbrott och utköp.